# 31. veljače
31. veljače je izmišljeni nadnevak koji se uglavnom koristi kako bi se naglasilo su da podatci uz koje se ovaj nadnevak koristi izmišljeni i ne odgovaraju stvarnosti. 
30. veljače se također koristi za slične potrebe, iako je on, za razliku od 31. veljače, i stvarni datum u nekim kalendarima i u nekim godinama.